# Coupe d'Irlande de football 1934-1935
Navigation
Édition précédente Édition suivante
La Coupe d'Irlande de football 1934-1935 , en anglais The Football Association of Ireland Challenge Cup, est la 14e édition de la Coupe d'Irlande de football organisée par la Fédération d'Irlande de football. La compétition commence le 13 janvier 1935, pour se terminer le 14 avril 1934. Le Bohemian Football Club remporte pour la deuxième fois la compétition en battant en finale le Dundalk FC.

## Organisation
La compétition rassemble les dix clubs évoluant dans le championnat d'Irlande auxquels s'ajoutent 6 clubs évoluant dans les championnats provinciaux du Munster et du Leinster : B&I ASC Dublin, Distillery Dublin, Butchers Cork, Tramore Rookies, Reds United Dublin et UCD.
Les matchs ont lieu sur le terrain du premier nommé. En cas d'égalité un match d'appui est organisé sur le terrain du deuxième tiré au sort.

## Premier tour
Les matchs se déroulent les 13, 19 et 20 janvier 1935. Les matchs d'appui se déroulent les 16 et 23 janvier.
| Club recevant                    | Score | Club visiteur                    | Date            |
| -------------------------------- | ----- | -------------------------------- | --------------- |
| Distillery FC                    | 1-1   | Butchers Cork                    | 13 janvier 1935 |
| Butchers Cork                    | 0-0   | Distillery FC                    | 16 janvier      |
| Distillery FC                    | 3-0   | Butchers Cork                    | 23 janvier      |
| Reds United Dublin               | 3-3   | Bohemian FC                      | 19 janvier      |
| Bohemian FC                      | 4-3   | Reds United Dublin               | 23 janvier      |
| Cork FC                          | 0-0   | B&I ASC Dublin                   | 20 janvier      |
| Cork FC                          | 3-0   | B&I ASC Dublin                   | 23 janvier      |
| Dolphin FC                       | 1-0   | Bray Unknowns                    | 20 janvier      |
| Drumcondra FC                    | 3-0   | Tramore Rookies                  | 20 janvier      |
| Shamrock Rovers                  | 0-1   | Dundalk FC                       | 20 janvier      |
| Saint James's Gate Football Club | 1-1   | Sligo Rovers                     | 20 janvier      |
| Sligo Rovers                     | 3-1   | Saint James's Gate Football Club | 23 janvier      |
| Waterford United                 | 4-2   | UCD                              | 20 janvier      |

## Deuxième tour
Les matchs se déroulent les 9 et 10 février 1935.
| Club recevant | Score | Club visiteur    | Date           |
| ------------- | ----- | ---------------- | -------------- |
| Bohemian FC   | 5-2   | Waterford United | 9 février 1935 |
| Distillery FC | 0-1   | Dundalk FC       | 9 février      |
| Drumcondra FC | 0-2   | Dolphin FC       | 2 février      |
| Sligo Rovers  | 5-1   | Cork FC          | 2 février      |

## Demi-finales
| Première demi-finale | Dolphin Football Club | 1-1 | Bohemian Football Club | Dalymount Park, Dublin |  |
| 2 mars 1935          | Paterson (pen)        |     | Plev Ellis             |                        |  |

| Première demi-finale, match d'appui | Bohemian Football Club | 2-1 | Dolphin Football Club | Dalymount Park, Dublin |  |
| 6 mars 1935                         | Plev Ellis (2)         |     | Watt                  |                        |  |

| Deuxième demi-finale | Dundalk Football Club  | 2-0 | Sligo Rovers | Dalymount Park, Dublin |  |
| 24 mars 1935         | Benny Gaughran O'Neill |     |              |                        |  |

## Finale
La finale a lieu le 17 avril 1935. Elle se déroule devant 21 799 spectateurs rassemblés dans le Dalymount Park à Dublin. Le Bohemian Football Club remporte sa deuxième coupe d'Irlande en battant en finale le Dundalk Football Club sur le score de quatre buts à trois.
| Finale        | Bohemian Football Club | 4-3     | Dundalk Football Club | Dalymount Park, Dublin                              |                                                     |
| 14 avril 1935 | Menton 1re · Billy Jordan 26e 27e · Fred Horlacher 35e | (4-2)   | O'Neill 15e · McCourt 31e · T. Godwin 71e                                                                                                 | Spectateurs : 21 799 Arbitrage : M. Booth (Preston) | Spectateurs : 21 799 Arbitrage : M. Booth (Preston) |
| 14 avril 1935 | Harry Cannon, Aloysius Morris, Bill McGuire, Paddy O'Kane, Paddy Andrews, Andy Maguire, Jimmy Menton, Paddy Farrell, Pleb Ellis, Fred Horlacher, Billy Jordan. | Équipes | Peter McMahon, Billy Powell, Len Richards, Gerry Godwin, Henry Hurst, Mills, Joey Donnelly, Billy O'Neill, Gerry McCourt, Benny Gaughran. | Spectateurs : 21 799 Arbitrage : M. Booth (Preston) | Spectateurs : 21 799 Arbitrage : M. Booth (Preston) |